# NGC 6722
NGC 6722 est une très vaste galaxie spirale vue par la tranche et située dans la constellation du Paon. Sa vitesse par rapport au fond diffus cosmologique est de 4 369 ± 25 km/s, ce qui correspond à une distance de Hubble de 67,7 ± 4,53 Mpc (∼221 millions d'al). NGC 6722 a été découverte par l'astronome britannique John Herschel en 1836.
La classe de luminosité de NGC 6722 est II.

## Supernova
La supernova SN 2008fa a été découverte dans NGC 6722 le 20 aout 2008 par l'astronome amateur australien Peter Marples, membre de la Southern Astronomical Society. Cette supernova était de type Ia.

## Groupe d'IC 4765
Selon A. M. Garcia, NGC 6722 fait partie du groupe d'IC 4765. Ce groupe de galaxies renferme au moins 31 membres dont trois du New General Catalogue et 19 de l'Index Catalogue.